# Bahnstrecke Farranfore–Valencia Harbour
| Dampflok Nr. 107 im Bahnhof Valentia Harbour |                        |                  |                  |
| Streckenverlauf laut Viceregal Commission, 1906 |                        |                  |                  |
| Streckenlänge: | 63,5 km                |                  |                  |
| Spurweite: | 1600 mm (Irische Spur) |                  |                  |
| |                        |                  |                  |
| \| \| \| von Tralee \| \| \| \| 0 \| Farranfore \| Farranfore \| \| \| \| nach Killarney \| \| \| \| \| Molahiffe \| \| \| \| \| Castlemaine \| \| \| \| \| Milltown Halt \| \| \| \| \| Laune Viaduct \| \| \| \| 20,1 \| Killorglin \| Killorglin \| \| \| \| Caragh Lake \| \| \| \| \| Dooks \| \| \| \| \| Glenbeigh \| \| \| \| \| Mountain Stage \| \| \| \| \| Tunnel \| \| \| \| \| Tunnel \| \| \| \| \| Gleensk Viaduct \| \| \| \| \| Kells \| \| \| \| \| Cahirciveen \| \| \| \| 63,5 \| Valencia Harbour \| Valencia Harbour \| |                        |                  |                  |
| Strecke von rechts |                        | von Tralee       | von Tralee       |
| Bahnhof | 0                      | Farranfore       | Farranfore       |
| Abzweig ehemals geradeaus und nach links |                        | nach Killarney   | nach Killarney   |
| Bahnhof (Strecke außer Betrieb) |                        | Molahiffe        | Molahiffe        |
| Bahnhof (Strecke außer Betrieb) |                        | Castlemaine      | Castlemaine      |
| Bahnhof (Strecke außer Betrieb) |                        | Milltown Halt    | Milltown Halt    |
| Brücke über Wasserlauf (Strecke außer Betrieb) |                        | Laune Viaduct    | Laune Viaduct    |
| Bahnhof (Strecke außer Betrieb) | 20,1                   | Killorglin       | Killorglin       |
| Bahnhof (Strecke außer Betrieb) |                        | Caragh Lake      | Caragh Lake      |
| Bahnhof (Strecke außer Betrieb) |                        | Dooks            | Dooks            |
| Bahnhof (Strecke außer Betrieb) |                        | Glenbeigh        | Glenbeigh        |
| Bahnhof (Strecke außer Betrieb) |                        | Mountain Stage   | Mountain Stage   |
| Tunnel (Strecke außer Betrieb) |                        | Tunnel           | Tunnel           |
| Tunnel (Strecke außer Betrieb) |                        | Tunnel           | Tunnel           |
| Brücke (Strecke außer Betrieb) |                        | Gleensk Viaduct  | Gleensk Viaduct  |
| Bahnhof (Strecke außer Betrieb) |                        | Kells            | Kells            |
| Bahnhof (Strecke außer Betrieb) |                        | Cahirciveen      | Cahirciveen      |
| Kopfbahnhof Streckenende (Strecke außer Betrieb) | 63,5                   | Valencia Harbour | Valencia Harbour |

Die Bahnstrecke Farranfore–Valencia Harbour war eine 63,5 km lange eingleisige Breitspur-Eisenbahnstrecke, die von 1892 bis 1960 am Südufer der Dingle Bay in Irland betrieben wurde. Sie war bis zu ihrer Stilllegung die westlichste Bahnstrecke Europas.

## Geschichte

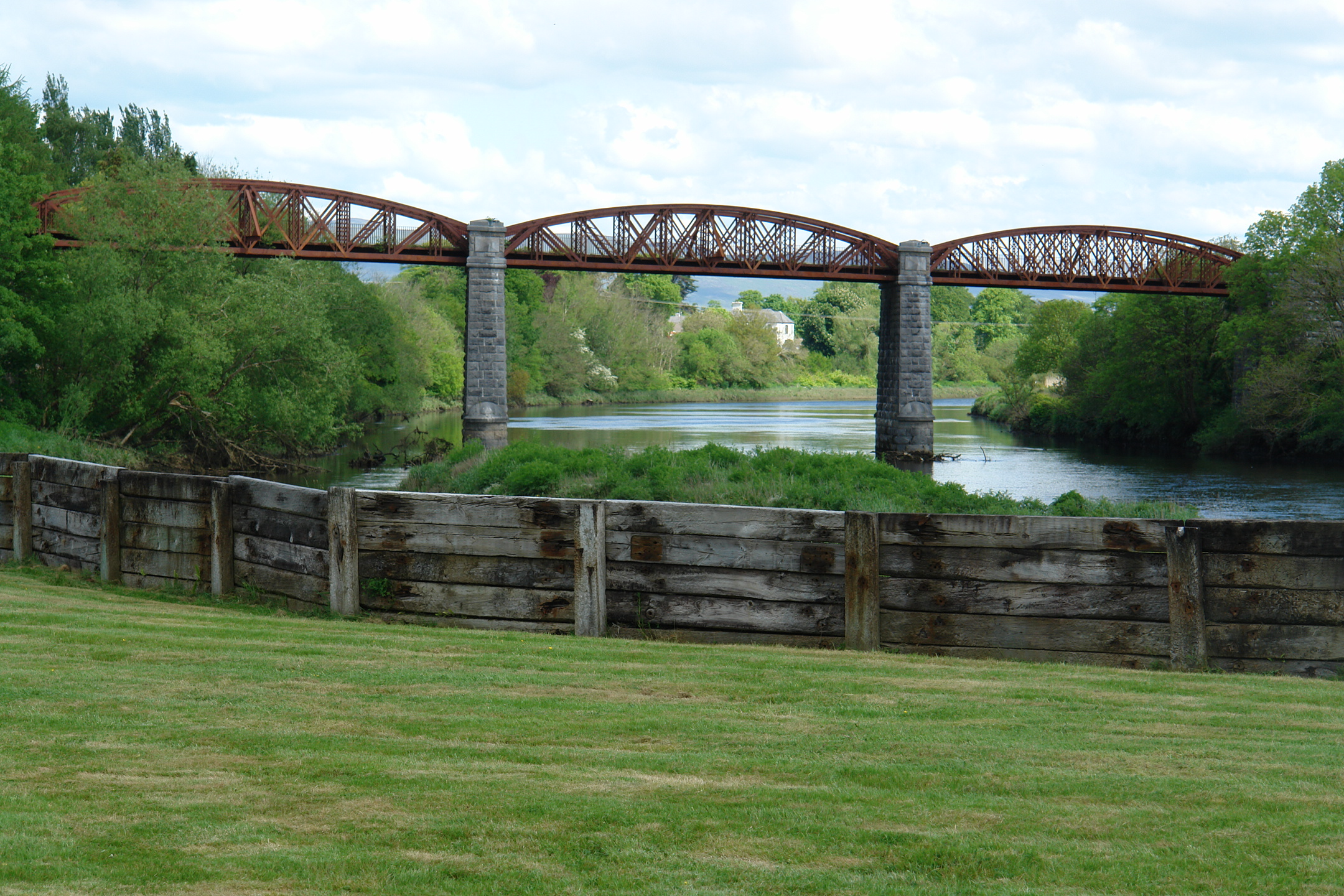
Laune Viaduct in Killorglin

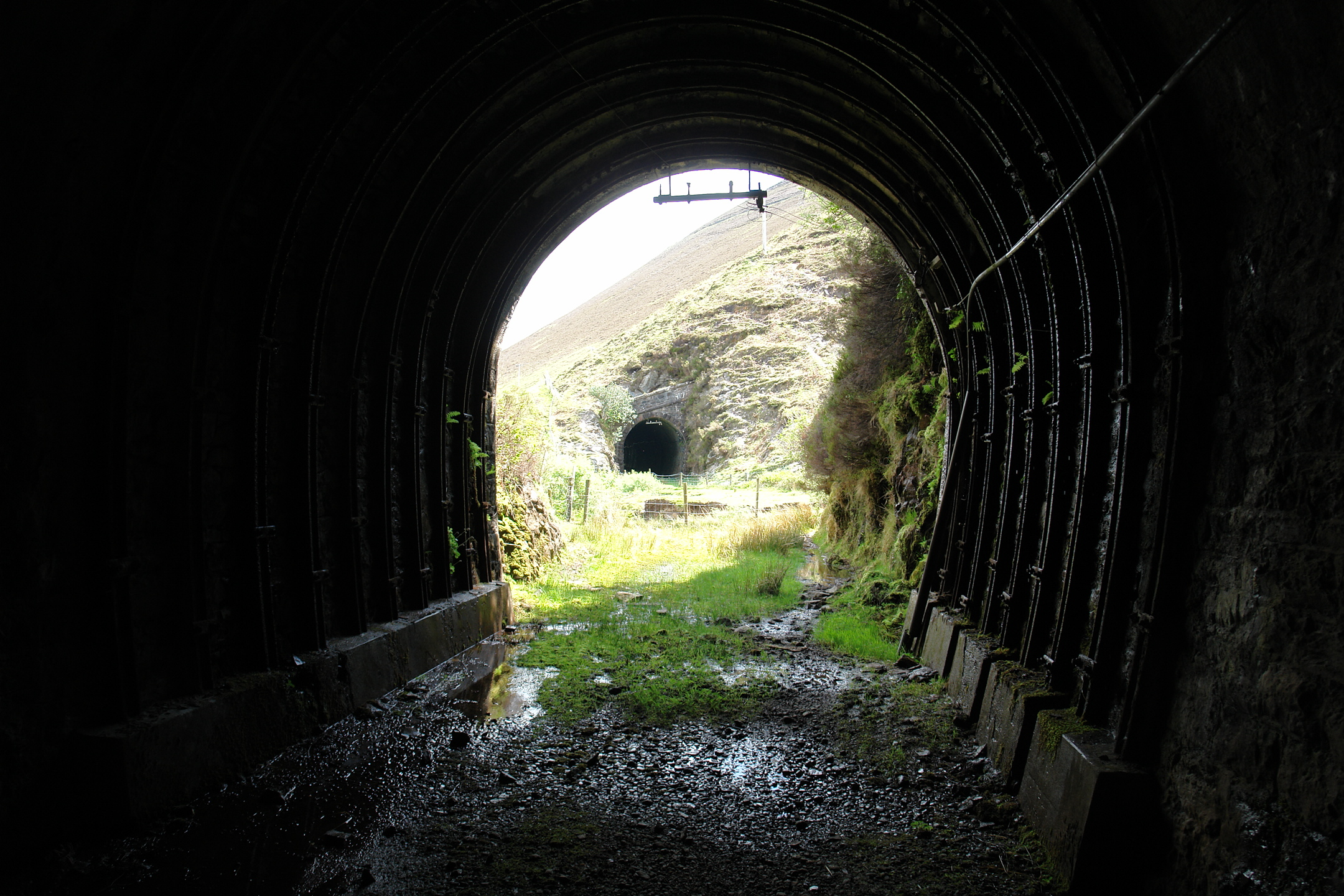
Tunnel bei Mountain Stage

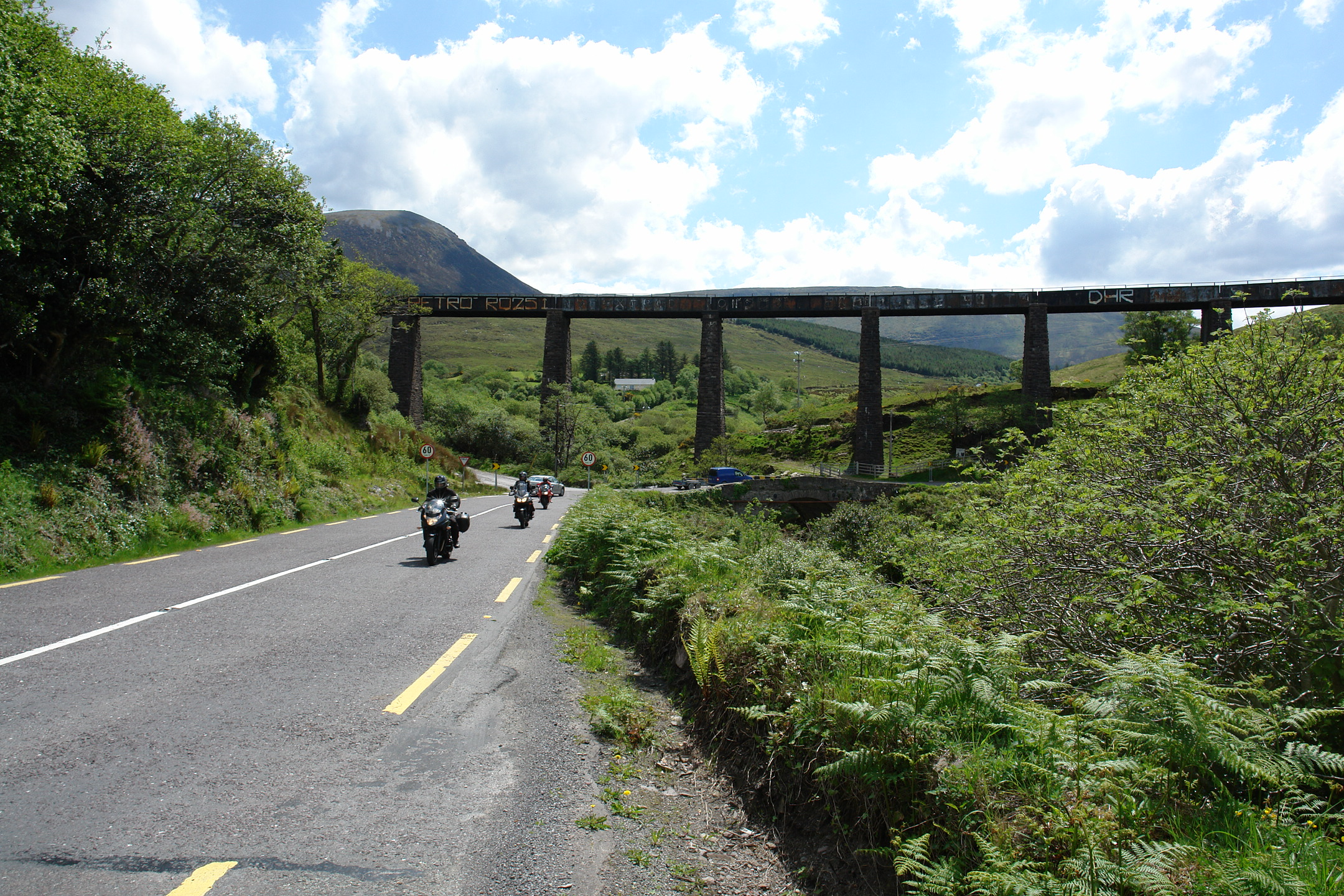
Gleensk Viaduct

Die Great Southern and Western Railway Company (GS & WR) eröffnete den 20,1 km langen Streckenabschnitt von Farranfore nach Killorglin am 15. Januar 1885. Die Strecke wurde ab 1890 um 43,4 km bis Valencia Harbour verlängert und am 12. September 1893 offiziell in Betrieb genommen. Die Strecke zweigt in Farranfore von der Hauptstrecke von Tralee-Mallow ab und durchquerte auf einer Bergstrecke in westlicher Richtung eine landschaftlich reizvolle Gegend auf der Iveragh-Halbinsel entlang der Bucht von Dingle.
Sie war 75 Jahre lang das Hauptverkehrsmittel auf der Iveragh-Halbinsel. Der letzte Zug verkehrte ab Killorglin am 30. Januar 1960, und am 1. Februar 1960 wurde die Strecke stillgelegt.
Das Laune Viaduct in Killorglin, zwei Tunnel und das Gleensk Viaduct sind noch erhalten. Die meisten anderen Gebäude wurden inzwischen abgerissen, um die Grundstücke für andere Zwecke wiederzuverwenden. Im Juni 2013 wurde bekanntgegeben, dass die Trasse der stillgelegten und abgebauten Eisenbahnstrecke im Abschnitt von Cahirciveen nach Reenard von der Irish Rails Muttergesellschaft CIÉ an den Kerry County Council überschrieben werde, um den Fertha Greenway, einen 5,75 km langen kombinierten Wander- und Fahrradweg zu bauen, der als eines von Lonely Planets besten in der Zukunft zu erledigenden Dingen gelistet ist.